# Nikolai Alho
Nikolai Aleksanteri Alho (Helsinki, 12 marzo 1993) è un calciatore finlandese di origini ghanesi, difensore o centrocampista dell'Asteras Tripolīs e della nazionale finlandese.

## Biografia
Nikolai è inoltre conosciuto per le sue doti musicali. Le sue cover pubblicate su YouTube hanno ottenuto molte visualizzazioni. Attraverso il suo profilo Instagram, nel 2014 ha pubblicato il suo nuovo album, denominato "Leggo".

## Carriera

### Club
Il 6 febbraio 2018 firma per l'HJK.

### Nazionale
Ha giocato numerose partite con le varie nazionali giovanili finlandesi.
Nel 2014 ha esordito nella nazionale maggiore finlandese.

## Statistiche

### Cronologia presenze e reti in nazionale
| Cronologia completa delle presenze e delle reti in nazionale ― Finlandia | Cronologia completa delle presenze e delle reti in nazionale ― Finlandia | Cronologia completa delle presenze e delle reti in nazionale ― Finlandia | Cronologia completa delle presenze e delle reti in nazionale ― Finlandia | Cronologia completa delle presenze e delle reti in nazionale ― Finlandia | Cronologia completa delle presenze e delle reti in nazionale ― Finlandia | Cronologia completa delle presenze e delle reti in nazionale ― Finlandia | Cronologia completa delle presenze e delle reti in nazionale ― Finlandia |
| Data                                                                     | Città                                                                    | In casa                                                                  | Risultato                                                                | Ospiti                                                                   | Competizione                                                             | Reti                                                                     | Note                                                                     |
| ------------------------------------------------------------------------ | ------------------------------------------------------------------------ | ------------------------------------------------------------------------ | ------------------------------------------------------------------------ | ------------------------------------------------------------------------ | ------------------------------------------------------------------------ | ------------------------------------------------------------------------ | ------------------------------------------------------------------------ |
| 24-1-2014                                                                | Nizwa                                                                    | Oman                                                                     | 0 – 0                                                                    | Finlandia                                                                | Amichevole                                                               | -                                                                        |                                                                          |
| 6-9-2020                                                                 | Dublino                                                                  | Irlanda                                                                  | 0 – 1                                                                    | Finlandia                                                                | UEFA Nations League 2020-2021 - 1º turno                                 | -                                                                        |                                                                          |
| 7-10-2020                                                                | Danzica                                                                  | Polonia                                                                  | 5 – 1                                                                    | Finlandia                                                                | Amichevole                                                               | -                                                                        |                                                                          |
| 11-10-2020                                                               | Helsinki                                                                 | Finlandia                                                                | 2 – 0                                                                    | Bulgaria                                                                 | UEFA Nations League 2020-2021 - 1º turno                                 | -                                                                        | 87’                                                                      |
| 11-11-2020                                                               | Saint-Denis                                                              | Francia                                                                  | 0 – 2                                                                    | Finlandia                                                                | Amichevole                                                               | -                                                                        | 67’                                                                      |
| 15-11-2020                                                               | Sofia                                                                    | Bulgaria                                                                 | 1 – 2                                                                    | Finlandia                                                                | UEFA Nations League 2020-2021 - 1º turno                                 | -                                                                        | 9’                                                                       |
| 18-11-2020                                                               | Cardiff                                                                  | Galles                                                                   | 3 – 1                                                                    | Finlandia                                                                | UEFA Nations League 2020-2021 - 1º turno                                 | -                                                                        |                                                                          |
| 24-3-2021                                                                | Helsinki                                                                 | Finlandia                                                                | 2 – 2                                                                    | Bosnia ed Erzegovina                                                     | Qual. Mondiali 2022                                                      | -                                                                        |                                                                          |
| 28-3-2021                                                                | Kiev                                                                     | Ucraina                                                                  | 1 – 1                                                                    | Finlandia                                                                | Qual. Mondiali 2022                                                      | -                                                                        | 17’                                                                      |
| 31-3-2021                                                                | San Gallo                                                                | Svizzera                                                                 | 3 – 2                                                                    | Finlandia                                                                | Amichevole                                                               | -                                                                        | 77’                                                                      |
| 29-5-2021                                                                | Stoccolma                                                                | Svezia                                                                   | 2 – 0                                                                    | Finlandia                                                                | Amichevole                                                               | -                                                                        | 31’ 69’                                                                  |
| 4-6-2021                                                                 | Helsinki                                                                 | Finlandia                                                                | 0 – 1                                                                    | Estonia                                                                  | Amichevole                                                               | -                                                                        | 82’                                                                      |
| 21-6-2021                                                                | San Pietroburgo                                                          | Finlandia                                                                | 0 – 2                                                                    | Belgio                                                                   | Euro 2020 - 1º turno                                                     | -                                                                        | 70’                                                                      |
| 1-9-2021                                                                 | Helsinki                                                                 | Finlandia                                                                | 0 – 0                                                                    | Galles                                                                   | Amichevole                                                               | -                                                                        | 73’                                                                      |
| 4-9-2021                                                                 | Helsinki                                                                 | Finlandia                                                                | 1 – 0                                                                    | Kazakistan                                                               | Qual. Mondiali 2022                                                      | -                                                                        | 64’                                                                      |
| 7-9-2021                                                                 | Lione                                                                    | Francia                                                                  | 2 – 0                                                                    | Finlandia                                                                | Qual. Mondiali 2022                                                      | -                                                                        | 81’                                                                      |
| 9-10-2021                                                                | Helsinki                                                                 | Finlandia                                                                | 1 – 2                                                                    | Ucraina                                                                  | Qual. Mondiali 2022                                                      | -                                                                        | 61’                                                                      |
| 29-3-2022                                                                | Murcia                                                                   | Finlandia                                                                | 0 – 2                                                                    | Slovacchia                                                               | Amichevole                                                               | -                                                                        | 85’                                                                      |
| 4-6-2022                                                                 | Helsinki                                                                 | Finlandia                                                                | 1 – 1                                                                    | Bosnia ed Erzegovina                                                     | UEFA Nations League 2022-2023 - 1º turno                                 | -                                                                        |                                                                          |
| 7-6-2022                                                                 | Helsinki                                                                 | Finlandia                                                                | 2 – 0                                                                    | Montenegro                                                               | UEFA Nations League 2022-2023 - 1º turno                                 | -                                                                        | 79’                                                                      |
| 11-6-2022                                                                | Bucarest                                                                 | Romania                                                                  | 1 – 0                                                                    | Finlandia                                                                | UEFA Nations League 2022-2023 - 1º turno                                 | -                                                                        | 7’ 68’                                                                   |
| 23-9-2022                                                                | Helsinki                                                                 | Finlandia                                                                | 1 – 1                                                                    | Romania                                                                  | UEFA Nations League 2022-2023 - 1º turno                                 | -                                                                        |                                                                          |
| 26-9-2022                                                                | Podgorica                                                                | Montenegro                                                               | 0 – 2                                                                    | Finlandia                                                                | UEFA Nations League 2022-2023 - 1º turno                                 | -                                                                        |                                                                          |
| 17-11-2022                                                               | Skopje                                                                   | Macedonia del Nord                                                       | 1 – 1                                                                    | Finlandia                                                                | Amichevole                                                               | -                                                                        | 73’                                                                      |
| 20-11-2022                                                               | Oslo                                                                     | Norvegia                                                                 | 1 – 1                                                                    | Finlandia                                                                | Amichevole                                                               | -                                                                        | 90’                                                                      |
| 23-3-2023                                                                | Copenaghen                                                               | Danimarca                                                                | 3 – 1                                                                    | Finlandia                                                                | Qual. Euro 2024                                                          | -                                                                        |                                                                          |
| 26-3-2023                                                                | Belfast                                                                  | Irlanda del Nord                                                         | 0 – 1                                                                    | Finlandia                                                                | Qual. Euro 2024                                                          | -                                                                        | 86’                                                                      |
| 16-6-2023                                                                | Helsinki                                                                 | Finlandia                                                                | 2 – 0                                                                    | Slovenia                                                                 | Qual. Euro 2024                                                          | -                                                                        | 71’                                                                      |
| 19-6-2023                                                                | Helsinki                                                                 | Finlandia                                                                | 6 – 0                                                                    | San Marino                                                               | Qual. Euro 2024                                                          | -                                                                        | 80’                                                                      |
| 7-9-2023                                                                 | Astana                                                                   | Kazakistan                                                               | 0 – 1                                                                    | Finlandia                                                                | Qual. Euro 2024                                                          | -                                                                        |                                                                          |
| 10-9-2023                                                                | Helsinki                                                                 | Finlandia                                                                | 0 – 1                                                                    | Danimarca                                                                | Qual. Euro 2024                                                          | -                                                                        | 62’                                                                      |
| 14-10-2023                                                               | Lubiana                                                                  | Slovenia                                                                 | 3 – 0                                                                    | Finlandia                                                                | Qual. Euro 2024                                                          | -                                                                        |                                                                          |
| 17-10-2023                                                               | Helsinki                                                                 | Finlandia                                                                | 1 – 2                                                                    | Kazakistan                                                               | Qual. Euro 2024                                                          | -                                                                        | 88’                                                                      |
| 17-11-2023                                                               | Helsinki                                                                 | Finlandia                                                                | 4 – 0                                                                    | Irlanda del Nord                                                         | Qual. Euro 2024                                                          | -                                                                        | 83’                                                                      |
| 21-3-2024                                                                | Cardiff                                                                  | Galles                                                                   | 4 – 1                                                                    | Finlandia                                                                | Qual. Euro 2024                                                          | -                                                                        | 87’                                                                      |
| 26-3-2024                                                                | Helsinki                                                                 | Finlandia                                                                | 2 – 1                                                                    | Estonia                                                                  | Amichevole                                                               | -                                                                        | 63’                                                                      |
| 4-6-2024                                                                 | Lisbona                                                                  | Portogallo                                                               | 4 – 2                                                                    | Finlandia                                                                | Amichevole                                                               | -                                                                        | 46’                                                                      |
| 13-10-2024                                                               | Helsinki                                                                 | Finlandia                                                                | 1 – 3                                                                    | Inghilterra                                                              | UEFA Nations League 2024-2025 - 1º turno                                 | -                                                                        | 82’                                                                      |
| 14-11-2024                                                               | Dublino                                                                  | Irlanda                                                                  | 1 – 0                                                                    | Finlandia                                                                | UEFA Nations League 2024-2025 - 1º turno                                 | -                                                                        | 85’                                                                      |
| 17-11-2024                                                               | Helsinki                                                                 | Finlandia                                                                | 0 – 2                                                                    | Grecia                                                                   | UEFA Nations League 2024-2025 - 1º turno                                 | -                                                                        | 10’ 82’                                                                  |
| 21-3-2025                                                                | Ta' Qali                                                                 | Malta                                                                    | 0 – 1                                                                    | Finlandia                                                                | Qual. Mondiali 2026                                                      | -                                                                        |                                                                          |
| 24-3-2025                                                                | Kaunas                                                                   | Lituania                                                                 | 2 – 2                                                                    | Finlandia                                                                | Qual. Mondiali 2026                                                      | -                                                                        |                                                                          |
| 7-6-2025                                                                 | Helsinki                                                                 | Finlandia                                                                | 0 – 2                                                                    | Paesi Bassi                                                              | Qual. Mondiali 2026                                                      | -                                                                        | 70’                                                                      |
| 10-6-2025                                                                | Helsinki                                                                 | Finlandia                                                                | 2 – 1                                                                    | Polonia                                                                  | Qual. Mondiali 2026                                                      | -                                                                        | 63’                                                                      |
| Totale                                                                   |                                                                          | Presenze                                                                 | 44                                                                       |                                                                          | Reti                                                                     | 0                                                                        |                                                                          |

## Palmarès

### Club

#### Competizioni nazionali
- Campionato finlandese: 4

HJK: 2012, 2013, 2014, 2018
- Coppa di Finlandia: 1

HJK: 2011
- Liigacup: 1

HJK: 2015